# エーリヒ・メンデルゾーン
エーリヒ・メンデルゾーン（Erich Mendelsohn, 1887年3月21日 - 1953年9月15日）は、ドイツ出身のユダヤ系建築家。

## 経歴
東プロイセンのアレンシュタイン（現ポーランド領オルシュティン）生まれ。1907年ミュンヘン大学経済学部に入学したが、翌年にはベルリンのシャルロッテンブルク工科大学に移り建築を学び始めた。在学中にはミュンヘンの建築家テオドール・フィッシャーに師事。1912年に大学を卒業すると、建築設計事務所を開設し設計活動を始めた。1933年にドイツ国内におけるナチスの台頭が顕著になると、迫害を恐れたメンデルゾーンはイギリス・ロンドンへ移り、以降はパレスチナ、1941年にはさらにアメリカ・サンフランシスコへ移った。1945年サンフランシスコに事務所を開設し、以降は1953年に没するまで当地で活動した。

## 作品

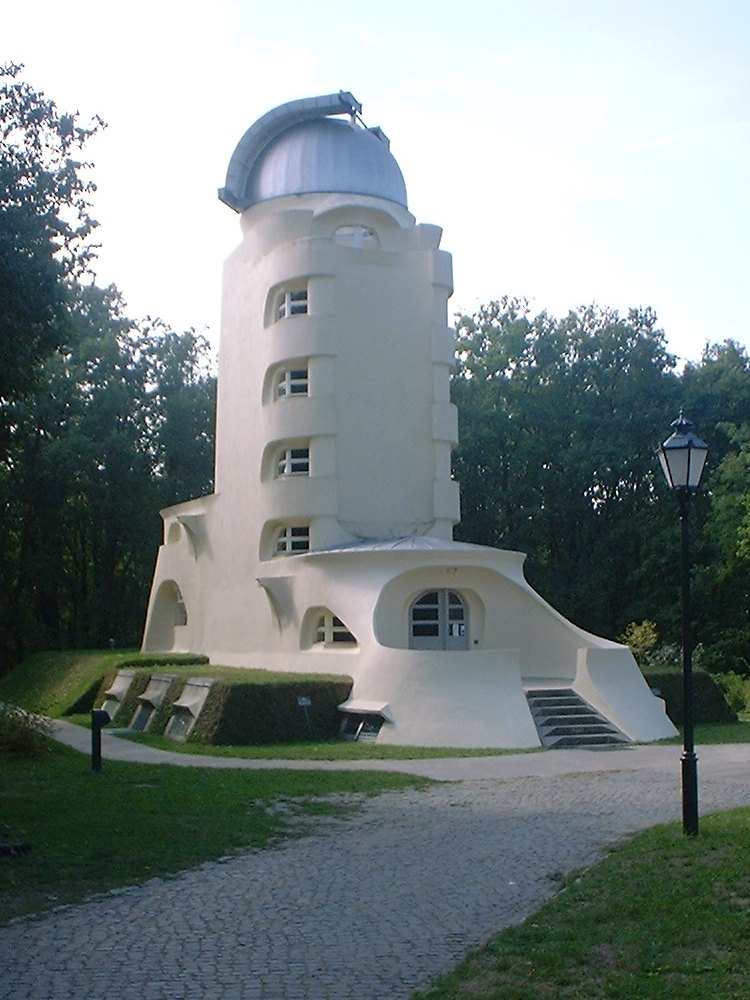
アインシュタイン塔（1921年、ポツダム） 表現主義の代表作
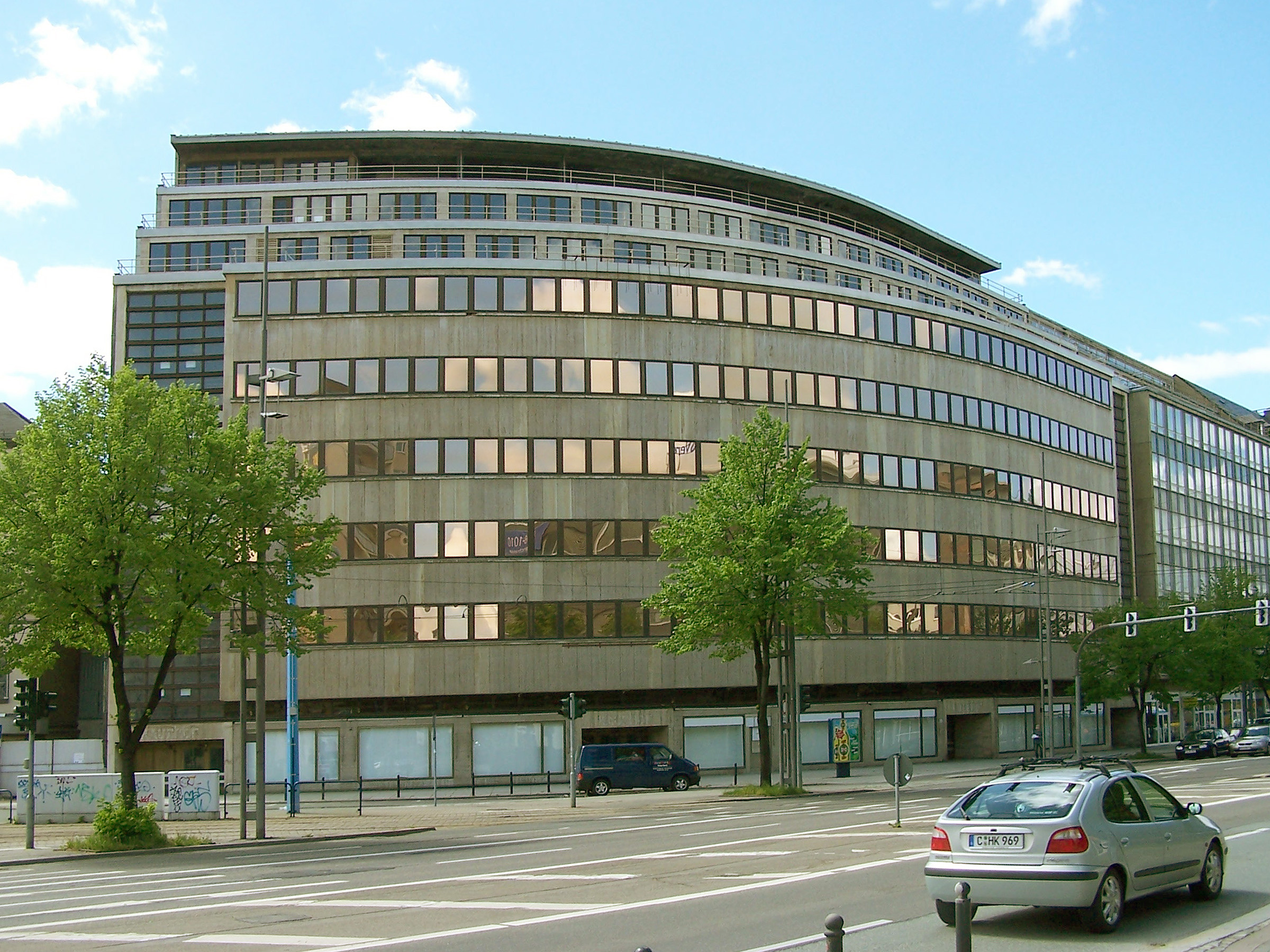
ショッケン百貨店（1930年、ケムニッツ）
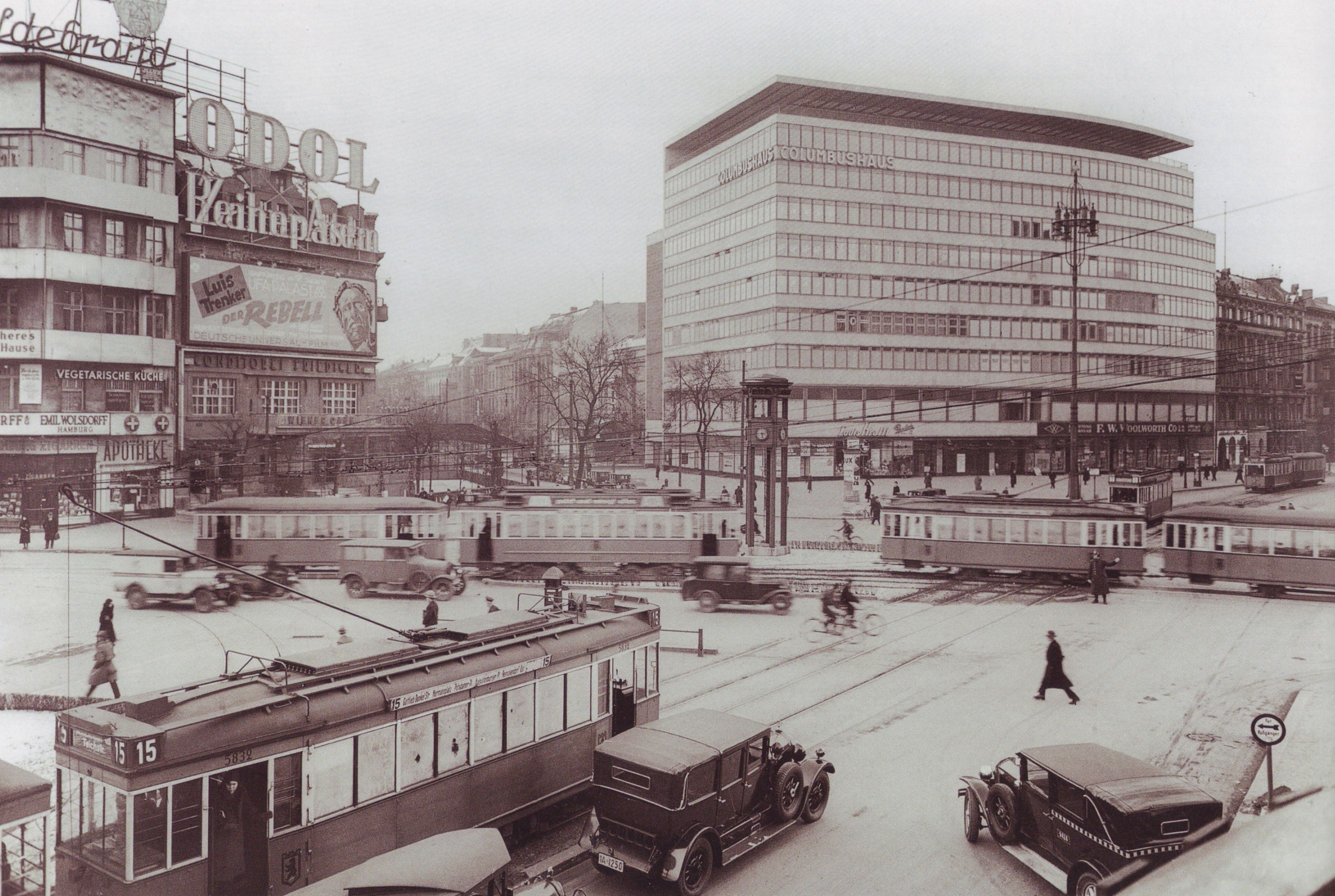
コルンブスハウス（ドイツ語版）（1930年、ベルリン） 1953年の東ベルリン暴動で焼き討ちに遭い、その後解体
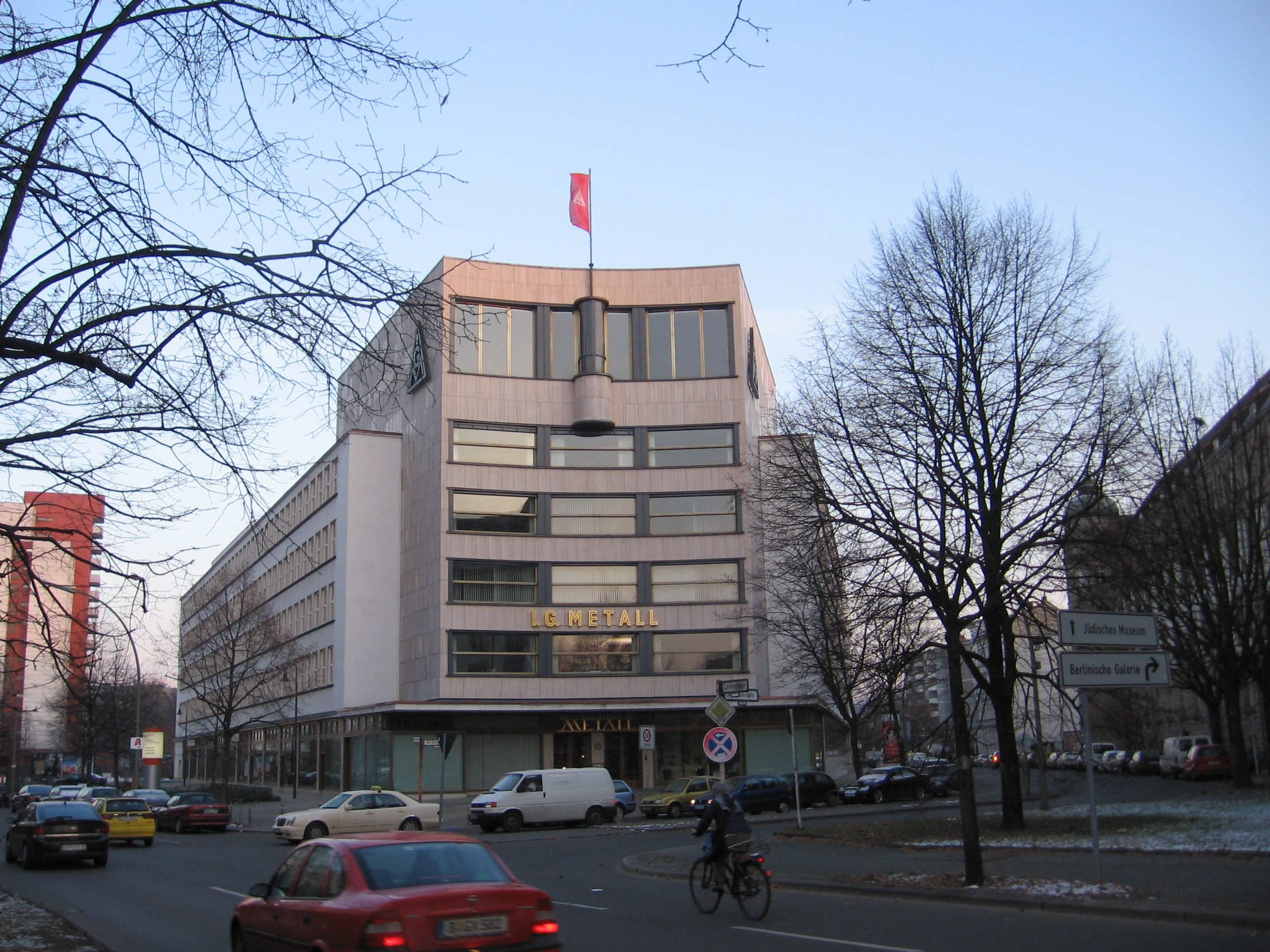
ドイツ金属労連本部（1930年、ベルリン）
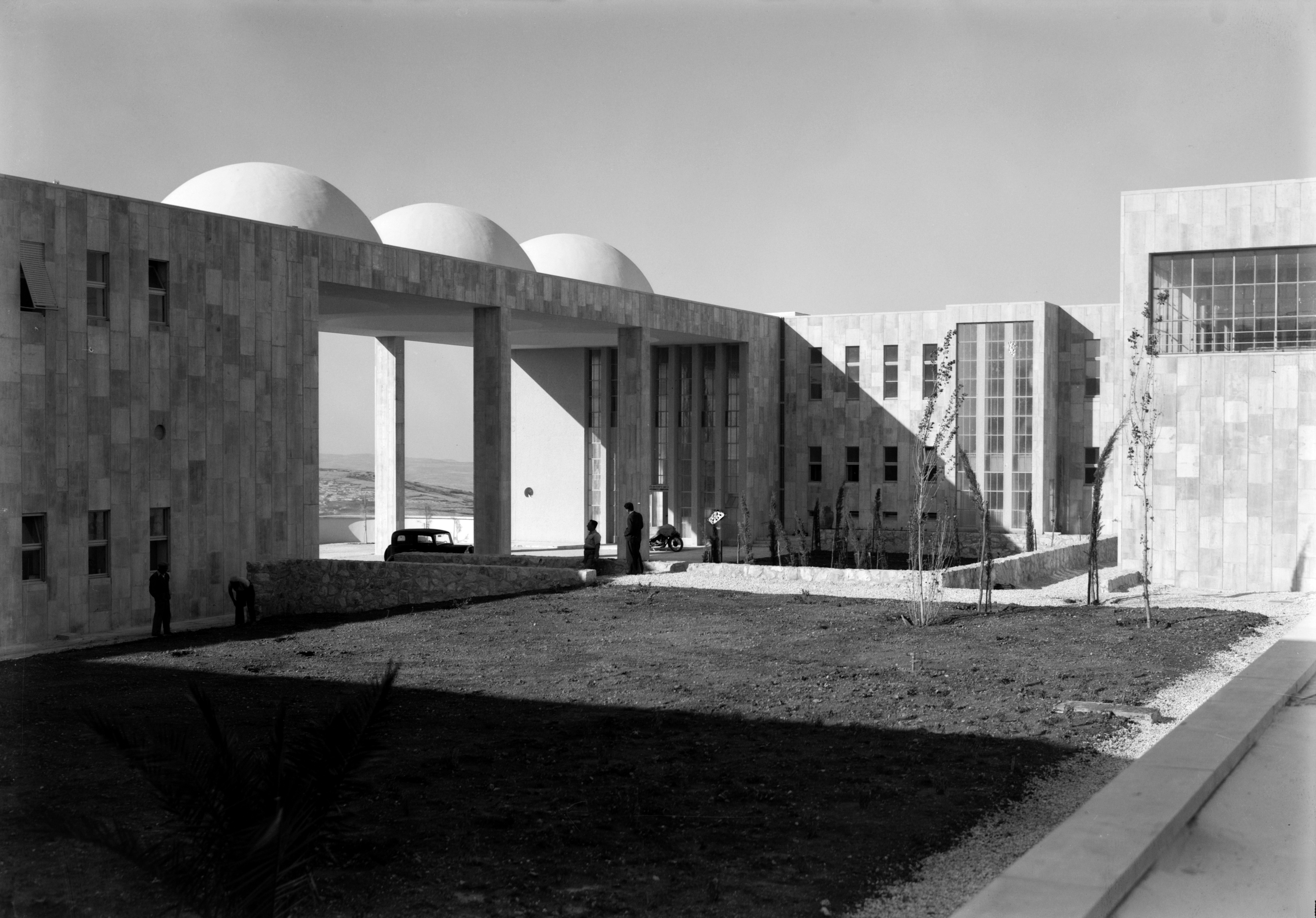
ハダサ大学病院（1934年、エルサレム）
パーク・シナゴーグ（1950年、クリーブランド）

 ウィキメディア・コモンズには、Erich Mendelsohn (カテゴリ)に関するメディアがあります。